# Chrysolina colasi
Chrysolina colasi is een keversoort uit de familie bladkevers (Chrysomelidae). De wetenschappelijke naam van de soort werd in 1952 gepubliceerd door Antonio Cobos Sánchez.